# Mazlum Abdî

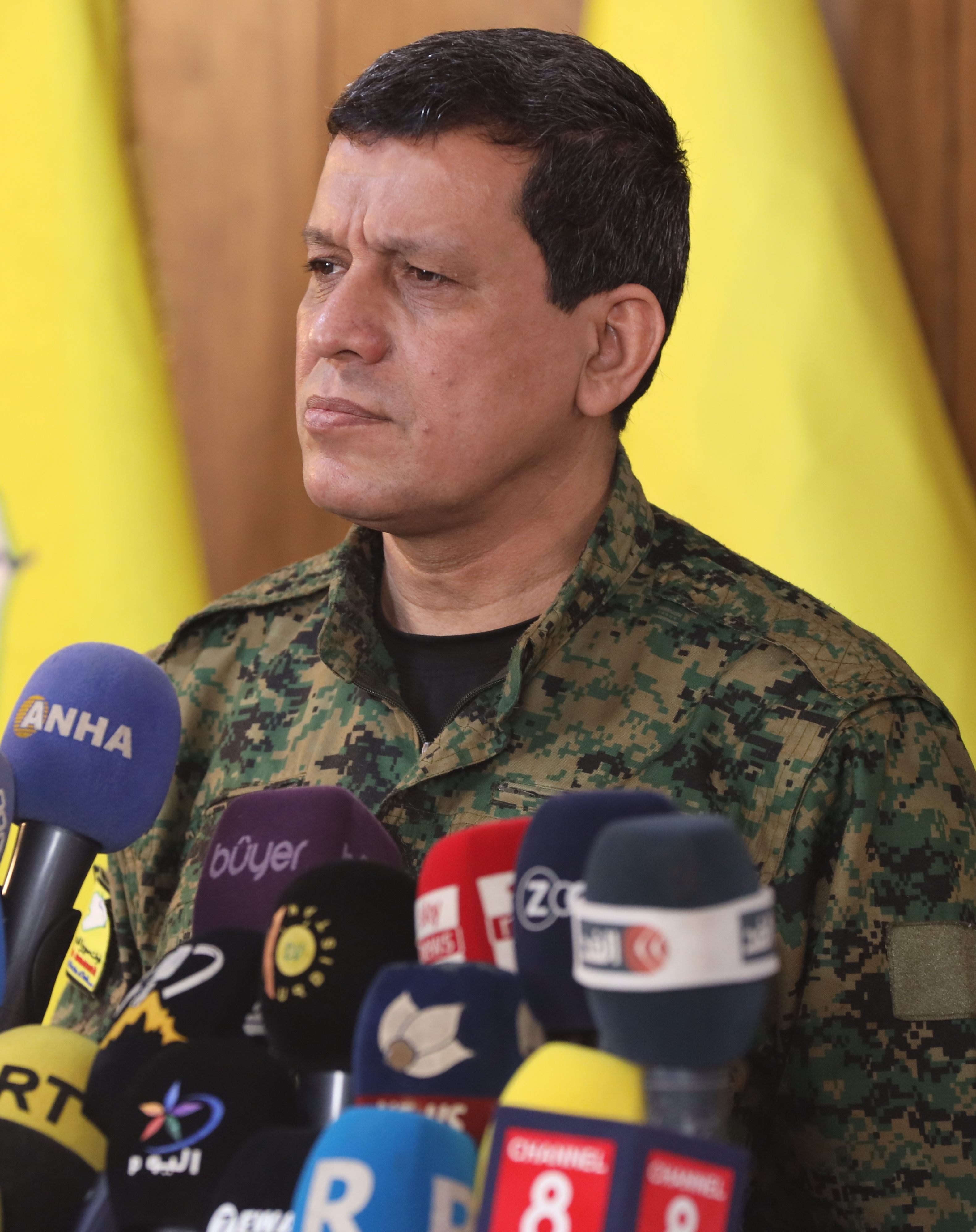
Mazlum Kobanê 2025

Mazlum Abdî (kurdisch Mezlûm Ebdî, arabisch مظلوم عبدي, ehemals Mazlum Kobanê; geboren 1967 in Kobane, Syrien) ist ein ehemaliger hochrangiger Führer der Arbeiterpartei Kurdistans (PKK). Er ist Oberkommandierender der Demokratischen Kräfte Syriens (QSD). In dieser Funktion führt Kobanê als Verbündeter der USA den Kampf gegen den Islamischen Staat in Syrien.

## Leben
Der bürgerliche Name Mazlum Kobanês lautet Ferhat Abdi Şahin. Unter seinem Nom de guerre Şahin Cilo war Mazlum Kobanê ein hochrangiger PKK-Funktionär, der seit den 1990er Jahren eng mit Öcalan im syrischen Exil zusammenarbeitete und später eine aktive Rolle beim Aufbau der PKK in Europa übernahm.
Nach Angaben von Organisationsmedien war Mazlum Kobanê 2013 noch Mitglied des Exekutivrats der Erscheinungsform der PKK, Koma Civakên Kurdistan.
Türkische Quellen berichten, dass Mazlum Kobanê der PKK im Jahr 1990 beigetreten sei. 1996 sei er in der Region Şemdinli aktiv gewesen. Von 1997 bis 2003 habe Kobanê sich in Europa aufgehalten, und 2003/2004 sei er im von der PKK kontrollierten Flüchtlingslager Machmur gewesen. Im Jahr 2005 sei er in die PKK-Führung aufgestiegen und habe von 2009 bis 2012 eine Sondereinheit der PKK-Guerilla Hêzên Parastina Gel befehligt. Anschließend habe er Aufgaben im syrischen Teil Kurdistans übernommen. Auf der Fahndungsliste der Türkei steht Mazlum Kobanê an 9. Stelle.
Als Kommandeur der SDF kämpfte er gegen den Islamischen Staat, die Ansichten der USA und der Türkei über Abdi seien deshalb "diametral entgegengesetzt, so die BBC 2019. Für die Türkei sei der Anführer der Demokratischen Kräfte Syriens ein Terrorist.
Ende 2024 warnte Abdi, dass die SDF nicht genug Kapazitäten haben werde, das in al-Hasaka liegende Hochsicherheitsgefängnis (in dem laut Abdi zu dem Zeitpunkt etwa 12.000 Kämpfer der Terrororganisation Islamischen Staat untergebracht waren) weiter zu verwalten, sollte die Türkei die von der SDF verteidigte Selbstverwaltung von Nord- und Ostsyrien weiter angreifen und die Vereinigten Staaten mit dem Amtsantritt von Donald Trump ihre Unterstützung der SDF zurückfahren. Dem türkischen Staatspräsidenten Recep Erdoğan warf Abdi vor, die Selbstverwaltung zerstören und die syrischen Kurden aus dem nördlichen Grenzgebiet vertreiben zu wollen, um Araber dort anzusiedeln.